# サンセポルクロ
サンセポルクロ (伊: Sansepolcro) は、イタリア共和国トスカーナ州アレッツォ県にある、人口約15,000人の基礎自治体（コムーネ）。
古くはボルゴ・サンセポルクロと呼ばれた。

## 地理

### 位置・広がり

#### 隣接コムーネ
隣接するコムーネは以下の通り。括弧内のPUはペーザロ・エ・ウルビーノ県、PGはペルージャ県所属を示す。
- アンギアーリ
- バディーア・テダルダ
- ボルゴ・パーチェ (PU)
- チテルナ (PG)
- チッタ・ディ・カステッロ (PG)
- ピエーヴェ・サント・ステーファノ
- サン・ジュスティーノ (PG)

### 気候分類・地震分類
サンセポルクロにおけるイタリアの気候分類 (it) および度日は、zona E, 2231 GGである。
また、イタリアの地震リスク階級 (it) では、zona 2 (sismicità media) に分類される。

## 行政

### 分離集落
サンセポルクロには以下の分離集落（フラツィオーネ）がある。
- Aboca, Basilica, Cignano, Giardino, Gragnano, Gricignano, Melello, Montecasale, Montagna, Pocaia, Santa Fiora, Trebbio, Vannocchia

## 社会

### 経済
食品企業であるブイトーニ社（1827年創業）の創業の地であり、現在も本社を置く。

## 美術館
- サンセポルクロ市立美術館（イタリア語版）

## 姉妹都市
- ヌーシャテル、スイス
- Neuves-Maisons、フランス
- シニ、クロアチア

## 主な出身人物
- ピエロ・デッラ・フランチェスカ（1412年 - 1492年） - 初期ルネサンスを代表する画家。
- ルカ・パチョーリ（1445年 - 1517年）- 数学者、会計学者、フランチェスコ会修道士。複式簿記を初めて体系化した数学書『スムマ』を刊行し、「近代会計学の父」と言われる。
- ラファエリーノ・デル・コッレ (en)（1490年 - 1566年） - マニエリスムの画家。ラファエロ・サンティの弟子。